# Інститут культури (платформа)
Інститу́т Культу́ри (біл. Інстыту́т культу́ры) — пасажирський залізничний зупинний пункт Мінського відділення Білоруської залізниці. Розташований в столиці Білорусі Мінську, за ~1 км від станції Мінськ-Пасажирський у Московському та Жовтневому районах міста, між вулицями Суражською та Могильовською, поруч з однойменною станцією метро і Московською вулицею, територіально знаходиться поруч зі станцією Мінськ-Сортувальний.

## Історія
28 листопада 1871 року відкрита ділянка Мінськ — Берестя. 
Перша будівля Олександрівського (Берестейського) вокзалу Московсько-Берестейської залізниці на Суражський вулиці побудований 1871 року. Будівля вокзалу була дерев'яною. 1920 року, разом з іншими станційними будівлями був спалений польськими окупантами. Після відновлення пропрацював до 23 вересня 1928 року. Будівля знищена внаслідок пожежі у червні 1941 року, на початку Другої світової війни.
22 жовтня 1914 року губернське місто вперше відвідав російський  імператор Микола II, транзитом, об'їжджаючи передові позиції російської армії. З нагоди цієї події місто прикрасили. Будинки, балкони, вітрини, перехрестя вулиць прикрасили національними прапорами, гірляндами зелені, транспарантами, кольоровими тканинами, килимами, портретами імператора і царського будинку. З особливою старанністю було прикрашено зовні і всередині будівлю Олександрівського (Берестейського) вокзалу.
Зал 1-го класу, в якому повинні були зібратися депутації для зустрічі імператора Миколи ІІ, встелена булакилимами і заставлена тропічними рослинами та живими квітами. Наприкінці залу висів портрет Миколи ІІ у повний зріст. Портрет був оповитий матерією національних кольорів і гірляндами зелені. Від портрета півколом були розставлені тропічні рослини, біля підніжжя портрета — живі квіти. О 10-й годині ранку підійшов імператорський потяг, яким прибув Микола ІІ.
Впродовж 1912—1922 років Московсько-Берестейська залізниця мала назву — Олександрівська залізниця. Таке перейменування відбулося з нагоди 100-річчям французько-російської війни 1812 року та на честь імператора Олександра I.
Нині на цьому місці розташована перша дистанція сигналізації та зв'язку Білоруської залізниці, поруч була автостанція «Товарна» (зараз на її місці АЗС). З 1930-х років використовується, як зупинний пункт для приміських потягів.
31 грудня 1970 року завершена електрифікація дільниці Мінськ — Пуховичі, в складі якої електрифікований і зупинний пункт.
24 червня 1984 року в складі першої черги відкрита станція  1  Московської лінії Мінського метрополітену «Інститут культури». Виходи станції метро ведуть до однойменного залізничного зупинного пункту, до приміських електропоїздів Оршанського, Берестейського і Осиповицького напрямку Білоруської залізниці, головного корпусу Академії управління при Президентові Республіки Білорусь і Білоруського державного університету культури та мистецтв.
2011 року прийнято рішення про капітальну реконструкцію зупинного пункту, який розпочався 20 серпня 2013 року. Побудовані додатково дві пасажирських платформи та критий павільйон. Щоб зовсім не порушувати рух електропоїздів зупинний пункт модернізували в два етапи. На першому етапі модернізації піддлягала західна сторона платформи. При цьому електропоїзди з боку станції Барановичі замість Інституту Культури перенаправили на станції Мінськ-Пасажирський та Мінськ-Північний. Другий етап реконструкції почався приблизно 6-7 грудня 2013 року, коли всю техніку з вже відбудованої західної частини платформи перекинули на східну частину. 29 березня 2014 року завершена реконструкція зупинного пункту, а вже на наступний день, 30 березня 2014 року, відкрито регулярний рух приміських потягів оновленним зупинним пунктом.
Також розглядається проєкт зі створення монорельсової дороги, яка б з'єднала зупинний пункт «Інститут Культури» зі станцією Мінськ-Пасажирський. 

## Пасажирське сполучення
Пасажирські поїзди регіональних ліній економкласу від зупинного пункту «Інститут Культури» прмямують до станцій Орша-Центральна, Барановичі-Поліські, Борисов, Стовбці, Осиповичі I.
Найближчі станції та зупинний пункт приміських електропоїздів: Мінськ-Південний, Мінськ-Східний та Столичний. При плануванні поїздки варто звернути увагу на те, що найчастіше поїзди різних напрямків на зупинному пункті «Інститут Культури» відправляються або прибувають вранці, такі як «Стовбці — Інститут Культури», «Інститут Культури — Стовбці», «Барановичі-Поліські  — Інститут Культури».